# Great Yarmouth
Great Yarmouth é uma cidade no Condado de Norfolk, na Inglaterra. Sua população é de 40.405 habitantes (2016) (99.164, distrito).